# Shane Peacock
Shane Peacock est un romancier canadien né en 1957 en Ontario. Biographe, journaliste et auteur de romans policiers pour adultes et pour la jeunesse. Il est l’auteur de plusieurs pièces de théâtre, dont une spécialement écrite pour être jouée à l’extérieur. 
Il est essentiellement connu pour la série La Jeunesse de Sherlock Holmes dans laquelle il invente ce qu'aurait pu être la jeunesse du détective : une enfance plutôt misérable, des parents aimants mais pauvres, une attirance pour l'observation des gens, ses premières enquêtes...

## Œuvres
La jeunesse de Sherlock Holmes (en anglais : The Boy Sherlock Holmes)
- Tome 1 : L'œil du corbeau (en anglais Eye of the Crow, le titre canadien est L’œil de la corneille, plus fidèle à l'histoire)

(éditions Milan - 2008, Illustrateur : Thomas Ehretsmann ; Traducteur : Pierre Corbeil)  (ISBN 2-7459-3337-X)
- Tome 2 : Death in the Air, traduit au Canada (Mort en suspens) mais pas encore publié en France
- Tome 3 : Vanishing Girl
- Tome 4 : The Secret Fiend